# Ferdinand Hamer

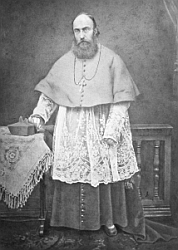

Ferdinand Hubert Hamer CICM (chinesisch 德玉明; * 21. August 1840 in Nijmegen, Königreich der Niederlande; † 25. Juli 1900 bei T’uoT’scheng (Südwest-Mongolei)) war ein niederländischer Ordensgeistlicher.

## Leben
Hamer war der jüngste von acht Kindern eines Lebensmittelhändlers. Einer seiner Brüder wurde Franziskaner und ein anderer Jesuit.
Zwischen 1853 und 1860 besuchte er das bischöfliche Kleine Seminar Kuilenburg in Culemborg und das Priesterseminar Rijsenburg bei Driebergen. Am 10. August 1864 empfing er durch Andreas Ignatius Schaepman, Erzbischof von Utrecht, in Utrecht die Priesterweihe. Hamer trat kurz danach in die Kongregation vom Unbefleckten Herzen Mariens ein und legte am 15. August 1865 seine ersten Gelübte ab.

### Mission in China
Die Propaganda Fide ordnete die Mongolei dem CICM zu. Die erste Gruppe der Scheut-Missionare, bestand aus Verbist, Van Segvelt, Vranckx, Hamer und einem Laien, Paul Splingaerd, verließ das Heimatkloster am 25. August 1865. Die Väter reisten zunächst nach Rom, wo sie in einer Sonderaudienz von Papst Pius IX. empfangen wurden. Anschließend ging es über Kairo, Ceylon, Saigon und Hongkong nach Shanghai in China, das ihnen noch unbekannt war. Von Shanghai aus reisten die Väter mit einem Opiumschiff an die nordchinesische Küste in der Nähe von Tianjin. Am 5. Dezember 1865 erreichten sie ihr vorläufiges Endziel: das katholische Dorf Xiwanzi in der Mongolei, nördlich von Peking außerhalb der Chinesischen Mauer, das sie von den französischen Lazaristen übernahmen.
Generaloberer und Provikar Verbist sandte Hamer im Januar 1866 aus, um gemeinsam mit dem chinesischen Priester Lin den östlichen Teil des Missionsgebietes zu erkunden und sich dort als Missionarnovize niederzulassen. Van Segvelt wurde Pfarrer der Ostmongolei, deren wichtigste Stadt Jehol, das heutige Chengde, war. Scheuts Mission richtete sich weniger an die nomadischen Mongolen, sondern vor allem an die Bauern, die in immer größerer Zahl aus dem eigentlich unsicheren China flohen und hofften, sich nördlich der Chinesischen Mauer ein neues Leben aufzubauen. Vorerst war Hamer gezwungen, die meiste Zeit damit zu verbringen, die Sprache zu lernen. Aber er musste sich auch an das raue Klima seiner neuen Umgebung, einen langen, extrem kalten Winter und einen kurzen heißen Sommer, sowie an primitive Wohnverhältnisse, anderes Essen, andere Kleidung und alle Arten chinesischer Bräuche anpassen.
Der junge Hamer gewöhnte sich relativ schnell an die neue Umgebung. Seine älteren Mitmissionare hatten es weitaus schwerer. Sie lebten möglichst europäisch und daher ungesund. Van Segvelt starb im Frühjahr 1867 an Typhus und weniger als ein Jahr später starb Verbist an derselben Krankheit. Allerdings kamen jedes Jahr neue Väter aus Scheut. Nach einer kurzen Administration durch den niederländischen Ex-Lazaristen Antoon Smorenburg wurde Hamer – noch keine dreißig Jahre alt – 1869 amtierender Provikar und damit Anführer der Scheutisten in China. Erst mit der Ankunft von Jaak Bax (Oktober 1871), der 1874 als erster Scheutist von Rom zum Bischof ernannt wurde, nahm Hamer seine normalen Aufgaben als Missionar wieder auf. Aber als „Veteran“ der mongolischen Mission war er ein wichtiger Assistent von Bax.
Im Jahr 1878 erweiterte Rom das CICM-Missionsgebiet um die chinesischen Provinzen Gansu, Qinghai und Xinjiang. Auf Empfehlung von Generaloberer Vranckx wurde er von Papst Leo XIII. am 21. Juni 1878 zum Apostolischen Vikar von Kansu und Titularbischof von Tremithus ernannt. Jaak Bax CICM, Apostolischer Vikar der Zentral-Mongolei, weihte ihn am 27. Oktober 1878 in Siwantze zum Bischof. Sitz war Lanzhou in der Provinz Gansu. Mitkonsekratoren gab es keine.
1883 wurde die Mongolei in drei Apostolische Vikariate aufgeteilt. Der Westen wurde Alfons De Vos zugewiesen, der aber im Juli 1888 unerwartet starb. Am 15. Februar 1889 ernannte der Papst ihn zum Apostolischen Vikar der Südwest-Mongolei. Im Juli 1889 reiste er aus gesundheitlichen Gründen zunächst in die Niederlande und reiste dann zur Genesung nach Rom. Achtzehn Monate später kehrte er in die Mongolei zurück.
Im Jahr 1900 erreichte der Boxeraufstand diesen Teil der Mongolei. Trotz des Ratschlags eines befreundeten Herrschers das Gebiet wegen geringer Überlebenschancen zu verlassen, blieb Hamer auf seinem Posten, weil er seine Gläubigen nicht im Stich lassen wollte. Andere Missionare schickte er in Sicherheit. Hamer wurde mit drei Priestern in seiner eigenen Kirche in Togtho gefangen genommen. Nach tagelanger Folter, bei der ihm Nase, Finger und Ohren abgeschnitten wurden, wurde er in Watte gewickelt, mit Öl übergossen, an den Füßen aufgehängt und angezündet. Sein Herz wurde von zwei Bettlern gefressen.
Hamer galt jahrelang als das größte Beispiel eines niederländischen missionarischen Märtyrers, wurde jedoch nie heiliggesprochen. Ein Seligsprechungsverfahren wurde eingeleitet und wurde mit weiteren Gefährten zum Diener Gottes erklärt. Die Theologen approbierten seine geistlichen Schriften am 7. Januar 1951. Aus Angst vor chinesischen Repressalien im Falle einer Seligsprechung Hamers stoppte Scheut den Hamer-Prozess in den 1970er Jahren.